# ماثيو كروس
ماثيو كروس (15 أكتوبر 1992 في المملكة المتحدة - ) (بالإنجليزية: Matty Cross)‏ هو لاعب كريكت بريطاني. شارك مع منتخب اسكتلندا الوطني للكريكت. أما مع النوادي، فقد لعب مع نادي مقاطعة ساسكس للكريكت ‏ ونادي مقاطعة نوتنغهامشير للكريكت ‏ وLoughborough MCC University ‏.

## وصلات خارجية
- ماثيو كروس على موقع إي آس بي آن كريك إنفو (الإنجليزية)